# Gonzalo Fernández de Córdoba y Cardona
Gonzalo Fernández de Córdoba y Cardona-Anglesola, príncipe de Maratea,  (Cabra, 31 de diciembre de 1585-Montalbán, 16 de febrero de 1635), fue uno de los principales generales españoles de su tiempo, alcanzando las más altas cotas de poder militar en la Corte del Rey Felipe IV. Participó en la guerra de los Treinta Años, en la guerra de los Ochenta Años y en la guerra de Sucesión de Mantua. Era descendiente directo del Gran Capitán.
Su nombre completo era Gonzalo Andrés Domingo Fernández de Córdoba y Cardona-Anglesola y fue nombrado príncipe de Maratea en 1624 por el Rey Felipe IV, y príncipe del Sacro Imperio en 1630 por el Emperador Fernando II. 

## Biografía
Nació en el Castillo de Cabra, provincia de Córdoba, y fue el tercer hijo de Antonio Fernández de Córdoba Cardona y Requesens, V duque de Sessa, jefe de la Casa del Gran Capitán. Fue bisnieto del principal general español del renacimiento, Gonzalo Fernández de Córdoba, conocido como el «Gran Capitán», lo que dio lugar a que se le conociera como el «segundo Gran Capitán». En 1624 el rey Felipe IV le concedió el título de príncipe de Maratea, principado ubicado en la ciudad del mismo nombre del Reino de Nápoles, en Sicilia Citerior, que en aquel tiempo formaba parte de los territorios dominados por la Monarquía Hispánica. 
Tuvo su bautismo de fuego a las órdenes de Álvaro de Bazán y Benavides en 1612, venciendo a los turcos en La Goleta, y más tarde continuó con una exitosa campaña durante la guerra de sucesión de Montferrato a las órdenes de Pedro de Toledo Osorio. Inicialmente como adjunto de Ambrosio Spínola, destacó como coronel en la campaña del Palatinado de 1620, en la que sus tropas descollaron defendiendo la fortaleza lorenesa aliada de Conflans y en la toma de los castillos de Bacharach y Kaub situados entre Maguncia y Coblenza.
Participó en las batallas de Wimpfen, en la que salvó a la Liga Católica de la derrota. Los restos de las tropas protestantes de Ernesto de Mansfeld y de Cristián de Brunswick, vencidas por los españoles y austríacos en Höchst, se refugiaron en Francia, pero a finales de agosto invadieron los Países Bajos Españoles por Henao. Fernández de Córdoba, encargado de la defensa general de Flandes mientras Ambrosio Spínola dirigía el asedio de Bergen op Zoom, les salió al paso y los batió en Fleurus el día 29. De 1621 a 1623 fue general del ejército español en el Palatinado y en Flandes, período en el cual derrotó a las tropas protestantes anglo-alemanas con sus victorias más destacadas en los asedios a las ciudades de Mannheim, Frankenthal y Heidelberg, conquistadas poco después de la victoria de Fleurus. Seguidamente fue lugarteniente de Spínola en el sitio de Breda.
Pasó seguidamente al Milanesado en 1626, como segundo a las órdenes del gobernador de la provincia, el tercer duque de Feria, que era su cuñado. Lo sustituyó poco después en calidad de gobernador interino. Hubo de afrontar la crisis de la sucesión de Mantua en diciembre de 1627 sin órdenes claras de Madrid, si bien aconsejó la ocupación del ducado. Solicitó al tiempo que lo relevasen del puesto de gobernador, puesto que la gestión lo sobrepasaba. Por entonces la situación de la provincia era mala, aquejada de sequía, gravámenes militares y escasez. En 1628 participó en la guerra de Sucesión de Mantua, pese a contar con escasas tropas. La invasión acabó en derrota por la necesidad de aceptar los términos impuestos por Francia, que había invadido la vecina Saboya y vencido al duque Carlos Manuel en Susa. Fue procesado por la derrota en 1630-1631, si bien fue finalmente absuelto.
En 1632 fue enviado a los Países Bajos donde dirigió al ejército español en las operaciones del Bajo Rin contra las tropas del príncipe de Orange. Tras ello regresó a España en 1634 donde permaneció hasta morir en Montalbán en 1635. Falleció sin haberse casado y sin dejar descendencia directa.

## Trivia
El personaje del príncipe de Maratea aparece representado en la novela Los novios (I promessi sposi), donde Alessandro Manzoni describe la ira del populacho de Milán contra su persona cuando en 1629 dejó la ciudad.